# Eşfahān Kalāteh
Eşfahān Kalāteh (persiska: اصفهان كلاته) är en ort i Iran.   Den ligger i provinsen Golestan, i den norra delen av landet, 300 km öster om huvudstaden Teheran. Eşfahān Kalāteh ligger 192 meter över havet och antalet invånare är 876.
Terrängen runt Eşfahān Kalāteh är varierad, och sluttar norrut.Runt Eşfahān Kalāteh är det ganska tätbefolkat, med 139 invånare per kvadratkilometer. Närmaste större samhälle är Gorgan, 10,9 km väster om Eşfahān Kalāteh. I omgivningarna runt Eşfahān Kalāteh växer i huvudsak blandskog.